# 白俄羅斯死刑制度
死刑目前是白俄羅斯的一項合法刑罰。2019年，白俄羅斯有2人被執行過死刑。白俄羅斯目前是歐洲最後一個保留死刑的聯合國會員國。持續執行死刑是白俄羅斯被排除在歐洲委員會以外的原因之一。
根據白俄羅斯一項1996年進行的公投，80.44%的白俄羅斯人拒絕廢除死刑。

## 執行方法及爭議
在白俄羅斯，執行死刑前，死刑犯會先被移送到明斯克1號拘留中心。在執行當天，死刑犯會被帶到一個祕密地點。隨後，他會被告知他所有的申訴手段均告無效，將被執行死刑。隨後，犯人會被蒙上雙眼，送入一間附近的屋子。一名獄警會用PB消音手槍射殺犯人。據信，從官員宣佈犯人即將被處決到他被射殺，中間的時間僅有約2分鐘。處決後，會由獄醫進行檢查並開出死亡證明。被處決者的遺體會祕密火化。隨後，當局會通知家屬此人已被處決。
白俄羅斯目前正在考慮改變死刑的執行方式。

## 受刑人數
下列數據是由白俄羅斯內務部粗略估計，並不是準確數字：

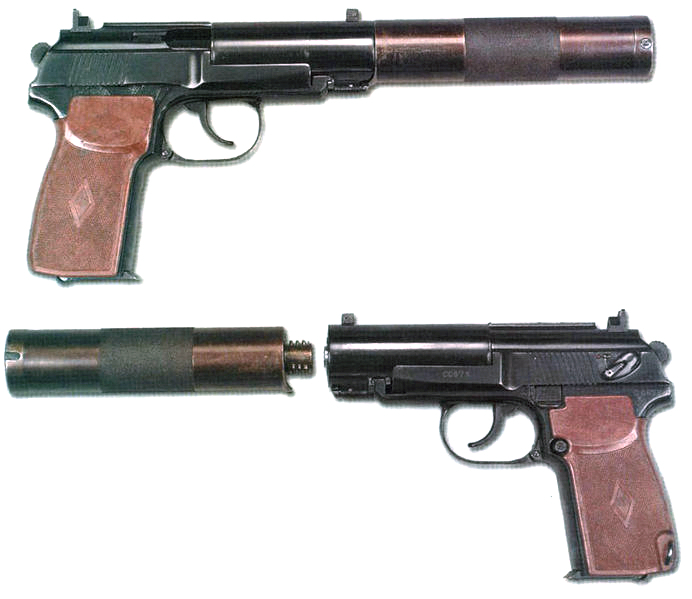
PB手枪，用于白俄罗斯的处决

- 1985 – 21
- 1986 – 10
- 1987 – 12
- 1988 – 12
- 1989 – 5
- PB手枪，用于白俄罗斯的处决1990 – 20
- 1991 – 14
- 1992 – 24
- 1993 – 20
- 1994 – 24
- 1995 – 46
- 1997 – 46
- 1998 – 47
- 1999 – 13
- 2000 – 4
- 2001 – 7
- 2007 – 至少1人
- 2008 – 至少4人
- 2009 – 0
- 2010 – 2
- 2011 – 2[10]
- 2012 – 1
- 2013 – 3
- 2014 – 3[11]
- 2015 – 0
- 2016 – 4[12]
- 2017 – 2[13][14]
- 2018 – 4
- 2019 – 2